# جيفيرسون كروز
جيفيرسون كروز هو لاعب كرة قدم برازيلي في مركز الهجوم، ولد في 8 أبريل 1999. لعب مع SC Austria Lustenau ‏.

## وصلات خارجية
- جيفيرسون كروز على موقع قاعدة بيانات كرة القدم.إي يو (الإنجليزية)
- جيفيرسون كروز على موقع عالم كرة القدم.نت (الإنجليزية)